# Троицкий храм (Большая Кирсановка)
Троицкий храм — православный храм в селе Большая Кирсановка Матвеево-Курганского района Ростовской области. Относится к Матвеево-Курганскому благочинию Ростовской-на-Дону епархии Русской Православной церкви.

## История
Первая церковь в селе Большая Кирсановка Матвеево-Курганского района Ростовской области была построена в 1802 году. Храм Святой Троицы строился на средства помещика генерал-майора Хрисанфа Павловича Кирсанова. В итоге была построена большая неотапливаемая каменная оштукатуренная церковь. Длина церкви с колокольней составляла 28 метров. Иконостас был длиной 7,8 метров и высотой около 12 метров. На церкви была единственная большая главка. Колокольня церкви, построенная в 1882 году, имела два яруса, её высота составляла 11 метров.
Для церкви постепенно отстраивались подсобные помещения. В 1898 году был построен одноэтажный каменный священнический дом и каменный сарай. В 1902 году для храма была сооружена каменная сторожка, покрытая железом. В одноэтажном церковном здании с оштукатуренными стенами в 1867 году была открыта церковно-приходская сельская школа. В 1869 году здесь же было открыто приходское сельское училище.
В 1930-е годы храм был разрушен. На месте снесенного храма была построена общеобразовательная средняя школа. Долгое время в селе не было православного храма.
В 1991 году, по ходатайству местных жителей, был выделен участок под строительство нового храма. Выделенный участок находится около места, где ранее стоял снесенный. Началось возрождение приходской жизни. Работы по восстановлению церкви взял на себя житель села Большая Кирсановка Филипп Степанович Хизунов. Его трудами для нового храма был построен фундамент, возведены стены Свято-Троицкого храма. Однако Филипп Степанович не дожил до окончания строительства, отчего стройка затянулась на пятнадцать лет.
В 2010 году дело строительство продолжилось, были установлены новые окна, двери. Строительство и обустройство храма продолжается по настоящее время.

## Священнослужители
В настоящее время настоятелем Троицкого храма является иерей Николай Викторович Гуров.